# Историјски архив „Топлице“ Прокупље
Историјски архив „Топлице” Прокупље је установа културе која врши заштиту, сређивање и обраду архивске грађе и њено презентовање, активности реализују кроз pад службе депоа, сређивања, опште службе и службе за заштиту архивске грађе ван архива.

## Историја
Први пут се Историјски архив спомиње као Архивско средиште од 1948. до 1951. године Наредбом о привременом осигурању архива, Министарства просвете НР Србије, а као Архивски центар Прокупље Одлуком о оснивању Историјског архива среза Ниш из 1960. Године 1967. мења назив у Архивско оделење, од 1989. до 2006. ради под називом Архивско оделење у СО Прокупље са пословима повереним за пет општина топличког округа Прокупље, Куршумлија, Блаце, Житорађа и Мерошина која 1992. излази из Топличког округа и припаја се Нишу. Обављају делатност заштите културних добара у склопу архива Србије. Историјски архив „Топлице” Прокупље у формално правном облику какав је данас је основан 2006. године Одлуком Скупштине општине Прокупље, територијална надлежност су општине Прокупље, Куршумлија, Блаце и Житорађа. До 2006. је Архив у Прокупљу користио укупни простор од око 120 m² од чега су биле канцеларије у приземљу зграде у површини око 30 m² и два депоа у сутерену, подрум у површини око 90 m². Крајем септембра 2006. године су пресељени у просторије које се налазе у згради складишта санитетске опреме Републичке дирекције за робне резерве, у дворишту Прокупачке болнице у улици Пасјачкој број 2. Финансијским средствима које је уложило Министарство културе и информисања део зграде складишта је адаптиран у канцеларије 80 m² које су опремљене новим канцеларијским намештајем и компјутерском опремом са пратећим уређајима. Током 2007. и 2008. године депои за чување архивске грађе су опремљени прописаном опремом – металним полицама. Архивска грађа из влажних сутеренских депоа је пресељена у нове просторије у којима је претходно извршена дезинфекција од стране овлашћеног завода, извршено је темељно физичко чишћење просторија. Архив је пресељен на основу уговора између Општине Прокупље и Републичке дирекције за робне резерве 2005. године за период од 1. октобра 2005. до 1. октобра 2010. Током 2011. су добили зграду у којој се сада налазе на трајно коришћење. Први повереник за заштиту архивске грађе на територији бившег Топличког округа је био Илија Радуловић, професор историје у Гимназији Прокупље. Добили су 27. јануара 2022. Светосавску повељу, највеће признање које традиционално додељује Топлички управни округ.

## Фондови и збирке
Најважнији фондови приликом оснивања су били Окружни народни одбор, Народни одбор општине Прокупље, Народно позориште Прокупље и Срески суд Прокупље. Међу архивском грађом од изузетног значаја су фонд Окружног народног одбора Прокупље 1944—1947, фондови правосуђа Срески народни суд среза Добричког 1945—1947, Срески народни суд Куршумлија 1945—1955, Срески народни суд Прокупље 1945—1959, Срески суд јастребачког Блаце 1945—1947, ОЗНА Војни суд Прокупље 1944—1946, збирке матичних књига из Манастира Светог Николе код Куршумлије које датирају од 1889, књиге цркве у Блацу која је посвећена Великој Госпојини најстарије из 1891, књиге Цркве Светог Илије у Горњој Драгуши из 1891, књиге Цркве Светог Прокопија у Прокупљу из 1894. и збирка VARIA у којој се између осталог налази део преписке куршумлијске ћелије Савеза комуниста Југославије 1920—1921. Од великог значаја је архивска грађа фондова народних одбора срезова Добричког, Јастребачког, Косаничког и Прокупачког као и фондови топличких општина, фонд Учитељско домаћичке школе Прокупље 1921—1963, Женска занатска школа Прокупље 1909—1948. и Народно позориште Прокупље 1945—1957. Највећи део чини грађа која је настала после 1944. године, а мањи део из периода од 1889. до 1944. Међу значајним документима су и указ краља Александра о проглашењу Куршумлијске Бање за опште корисну и лековиту минералну воду 1929. године, списак палих жртава у Првом светском рату и Топличком устанку, прве службене новине у послератној Топлици „Народни глас” које је издавао Градски одбор Народног фронта 1947—1948, збирка пројеката, печата, фотографија и плаката.

## Догађаји
Историјски архив „Топлице” Прокупље је организовао следеће активности:
- Мартовски семинари у Историјском архиву[6]
- Радионица о конзервацији архивске грађе[7]
- Радионица „Преузимање архивске грађе – анализа постојеће праксе”[8]
- Пројекат „Енергетска санација зграде архива”[9]
- „Топлички устанак 1917. — 100 година после”[10]
- Изложба „Страдање Срба у Топличком устанку”[11]
- Изложба „Србија и Срби на филму у Првом светском рату”[12]
- Промоција часописа „Топлички зборник”[13]
- Промоција монографије „Топличко окружно начелство у Кнежевини и Краљевини Србији 1878—1914.”[14]